# Unterwerfung (Film)
Unterwerfung ist ein deutscher Fernsehfilm mit Elementen eines Theaterstücks aus dem Jahr 2018. Er basiert auf dem im Deutschen gleichnamigen Roman Unterwerfung von Michel Houellebecq.

## Handlung
François ist Universitätsdozent in Paris. Ihm ist mit der Zeit alles gleichgültig geworden, Beruf, Politik, Religion – seine Mitmenschen. Er ist ein Kenner der französischen Literatur des 19. Jahrhunderts, ist der zynische Anti-Held, kalt, egozentrisch, abstoßend. Nachdem er seine Anstellung verliert, erhält er ein Angebot, an der Sorbonne zu unterrichten, doch diese Lehrtätigkeit kann er nur annehmen, wenn er zum Islam konvertiert, da die letzten politischen Wahlen islamisch geprägte Veränderungen in der Gesellschaft hervorgerufen haben. François macht sich Gedanken darüber, wie sein Leben und das der Gesellschaft zukünftig aussehen würde.
siehe auch: 

## Hintergrund
Der Film wurde vom Rundfunk Berlin-Brandenburg produziert. Das Drehbuch von Titus Selge basiert auf Michel Houellebecqs Roman von 2015 und Karin Beiers Bühnenmonolog auf der Grundlage des Romans. Edgar Selge, der den Monolog am Deutschen Schauspielhaus in Hamburg aufführte, spielt ebenfalls die Hauptrolle des Films. Der Film verbindet konventionelle Filmszenen mit Ausschnitten aus dem Monolog. Die Theaterszenen wurden im Juli 2017 aufgenommen, die Dreharbeiten für den Rest des Films begannen am 10. Oktober 2017 mit Aufnahmen in Paris und Berlin.
Am Tag, an dem Michel Houellebecqs Roman Unterwerfung erschien, wurde in Paris ein Albtraum wahr: Islamistische Attentäter stürmten die Redaktion des Satiremagazins Charlie Hebdo und ermordeten zwölf Menschen. Houellebecq, der auf der aktuellen Ausgabe des Hefts als Orakel zu sehen war, tauchte aus Sicherheitsgründen daraufhin tagelang unter. Sein Roman wirkte wie die Vorwegnahme realen Grauens.

## Ausstrahlung
Die deutsche Erstausstrahlung erfolgte am 6. Juni 2018, gefolgt von einer Diskussionsrunde des Talks Maischberger zum Thema des Films. Die Einschaltquoten lagen mit nur 1,92 Millionen Zuschauern und 7,4 Prozent beim Gesamtpublikum unter Senderschnitt. In der Zielgruppe der 14- bis 49-Jährigen erreichte der Film gar nur 5,0 Prozent.

## Veröffentlichungen
Der Film wurde am 8. Juni 2018 durch Studio Hamburg Enterprises auf DVD veröffentlicht und wird seit dem 1. Januar 2019 über Netflix gestreamt.

## Auszeichnungen und Nominierungen (Auswahl)
- Romyverleihung 2019: Auszeichnung in der Kategorie Bester TV-Film[8]

## Kritiken
Nina May schrieb für die WAZ: Es kommt allerdings nicht oft vor, dass eine Theaterinszenierung zur Vorlage für einen Fernsehfilm wird. Die ARD hat das Experiment gewagt – mit grandiosem Ergebnis: Regisseur und Drehbuchautor Titus Selge wechselt in seiner Verfilmung von Michel Houellebecqs Roman „Unterwerfung“ zwischen herkömmlichen Filmszenen und Karin Beiers erfolgreicher Adaption am Hamburger Schauspielhaus. Diese Dramaturgie passt zum Stoff, weil es auch bei Houellebecq um Perspektiven und mediale Deutungen geht.
Ursula Scheer schrieb für die FAZ: „Dem Ich-Erzähler des Romans, dem in seichter Wert-, Sinn- und Ziellosigkeit zwischen Liebschaften, Lektüre und Alkohol dahintreibenden ‚François‘, hatte sie einen zweieinhalbstündigen Monolog auf den Leib geschrieben, den Edgar Selge furios mit Leben erfüllte.“ Mit einem Text, der „vor Lebensüberdruss, Zynismus, schwarzem Humor, Ironie und dystopischem Schrecken überfließenden Sätze“ beinhaltet, glänzt Edgar Selge „darin als Hauptfigur. Der Islam spielt eine Nebenrolle“.
Thomas Geringer urteilte für tittelbach.tv: „Die selbstironische Ein-Mann-Show von Edgar Selge und die lebendig montierte Verschränkung von Literatur, Theater & Film: So wird aus der provokanten Dystopie ‚Unterwerfung‘ ein vielschichtiger Fernsehfilm mit eigenen Akzenten. Dass die Hamburger G20-Unruhen miteinbezogen werden, kann indes nicht vollends überzeugen.“
Bei zeit.de kritisierte Matthias Dell: Schon „nach drei Minuten, wird einem der Mummenschanz des Selbstreferenziellen zum ersten Mal schal. Der Echtes-Theater-im-Film-Trick stellt sich als PR-Stunt heraus: Unterwerfung als Film will von Unterwerfung als Hamburger Theaterstück künstlerisch nämlich gar nichts, außer Werbung dafür zu machen.“ „Aus der angstgetriebenen Wollust am Schreckensszenario, das im Buch ja gar keines ist, bastelt sich nach dem Theater nun die ARD ihren ‚Themenabend‘. Die Bereitwilligkeit, mit der das öffentlich-rechtliche Fernsehen jener gefühlsbasierten Panikmache Vorschub leistet, die eigentlich ins Ressort der AfD und ihrer rechtsradikalen Freunde fällt, ist erstaunlich.“
Wolfgang Höbel wertet für spiegel.de: „Manchmal sieht dieser Film so aus, als habe das deutsche Fernsehen aus einem politisch aufrührerischen Roman eine Liebeskomödie gemacht.“ „Mitunter sieht der Film […] aber auch so aus, als habe die ARD sich unbedingt einen Apokalypse-Thriller basteln wollen.“ „Weil sich Bühnenmonologe als Filmstoff eher wenig eignen, reichert der Regisseur Titus Selge die Bühnenausschnitte […] nun mit vielen sehr Pariserischen Spielszenen und französischen Chansons an.“ „Der Film ist nun nett anzusehen – und doch eine Verharmlosung der sturzbösen Houellebecqschen Schwarzmalerei“ und ein „unausgegorene[s] Ergebnis.“